# Rudolf Čillík
Rudolf Čillík (7. listopadu 1931, Kremnica, Banská Bystrica, Slovensko – 9. ledna 2022) byl československý reprezentant a trenér v běhu na lyžích z klubu Baník Kremnica. Od roku 2011 je po něm pojmenován běžecký areál na Skalce u Kremnice.
Jeho největší vzor byl Jaroslav Cardal (25násobný mistr Československa).[zdroj?]

## ZOH
Zúčastnil se VIII. Zimní olympiády v roce 1960 ve Squaw Valley v Kalifornii. V běhu na 15 km skončil 36. a v běhu na 30 km.

## Závody
- Mistrovství světa 1962 v Zakopaném (15 km 30., 30 km 31., štafeta 4×10 km 11.)
- Mistrovství světa 1966 v Oslu (50 km 23.)
- 1957 - 1967 devět individuálních titulů Mistra Československa (3× na 15 km, 5× na 30 km, 1× na 50 km), 2 tituly přidal jako člen štafety Středoslovenského kraje
- dlouhé roky byl vedoucím bežcem a kapitánem československého reprezentačního družstva v běhu na lyžích

## Trenérská kariéra
Byl prvním trenérem lyžování Gabriely Soukalové v Kremnmici, stříbrné medailistky na ZOH v Sarajevu 1984.

## Ocenění
Zasloužilý mistr sportu Slovenska v běhu ny lyžích.